# Spun Records
Spun Records é uma gravadora de música trance. fundada em 1999 pelo grupo holandês Growling Mad Scientists. Foi a primeira gravadora de psy-trance nos Estados Unidos.
Em 2002, o GMS abriu uma franquia em Ibiza, Espanha.
Em 2004, foi criado o selo "Nice Dreams Music", que produzia um mix de música ambiente, chill, electro, club e house.
A gravadora fechou em 2007.